# Distretto di Paramaribo
Il distretto di Paramaribo è il più piccolo dei dieci distretti del Suriname e la più grande agglomerazione urbana del paese con 236 065 abitanti al censimento 2012.
A nord è delimitato dall'estuario del fiume Suriname e si affaccia sull'Oceano Atlantico.

## Geografia antropica

### Suddivisioni amministrative

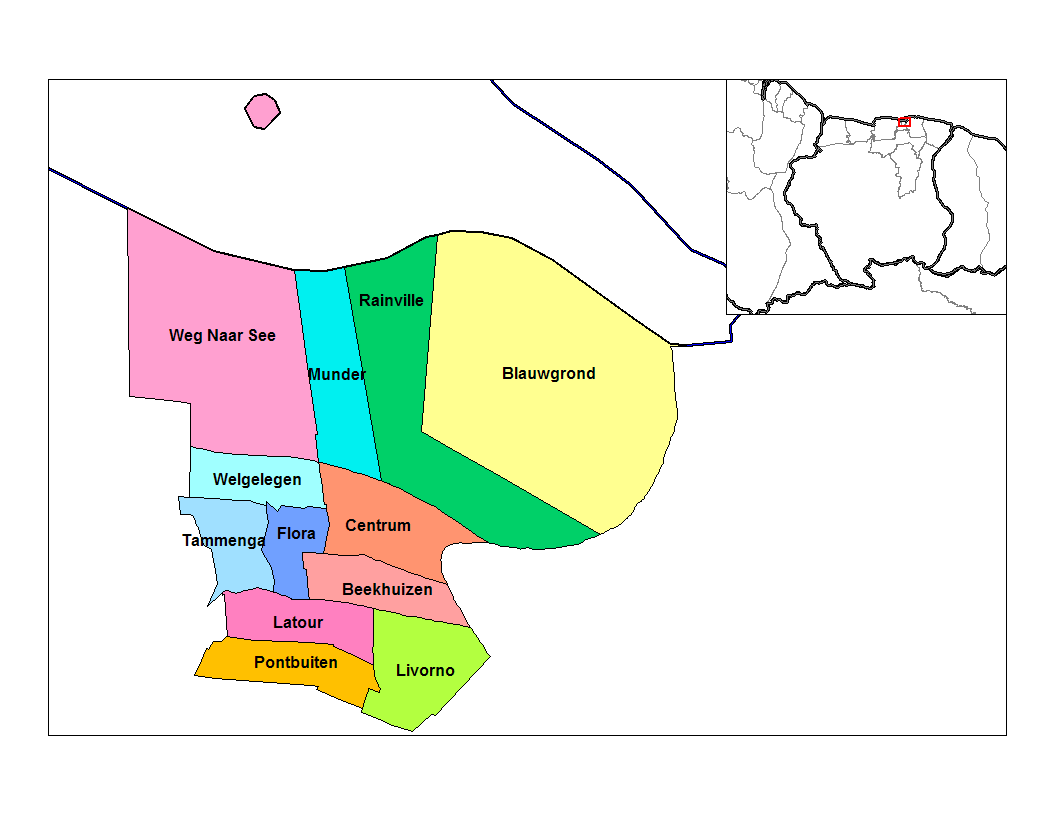
Divisione amministrativa del distretto di Paramaribo

Il distretto di Paramaribo è diviso in 12 comuni (Ressorten):
- Beekhuizen
- Blauwgrond
- Centrum
- Flora
- Latour
- Livorno
- Munder
- Pontbuiten
- Rainville
- Tammenga
- Weg naar See
- Welgelegen